# Brunettia rotundior
Brunettia rotundior är en tvåvingeart som beskrevs av Huang och Chen 2001. Brunettia rotundior ingår i släktet Brunettia och familjen fjärilsmyggor.
Artens utbredningsområde är Taiwan. Inga underarter finns listade i Catalogue of Life.